# Scott Hyslop
Scott Hyslop es un deportista británico que compite por Escocia en curling. Ganó una medalla de plata en el Campeonato Mundial de Curling Mixto de 2022.

## Palmarés internacional
| Representando a Escocia  |                        |                  |        |
| Campeonato Mundial Mixto |                        |                  |        |
| Año                      | Lugar                  | Medalla          | Prueba |
| 2022                     | Aberdeen (Reino Unido) | Medalla de plata | Mixto  |